# Corriere della Sera
El Corriere della Sera (en español "Mensajero de la tarde") es un diario italiano que se edita en Milán por la empresa RCS MediaGroup. Es el periódico con mayor difusión en Italia seguido de La Repubblica y La Stampa. Fue fundado en 1876 por el periodista napolitano Eugenio Torelli Viollier y llamado así porque originalmente salía a la venta a partir de las 21:00 horas.

## Historia

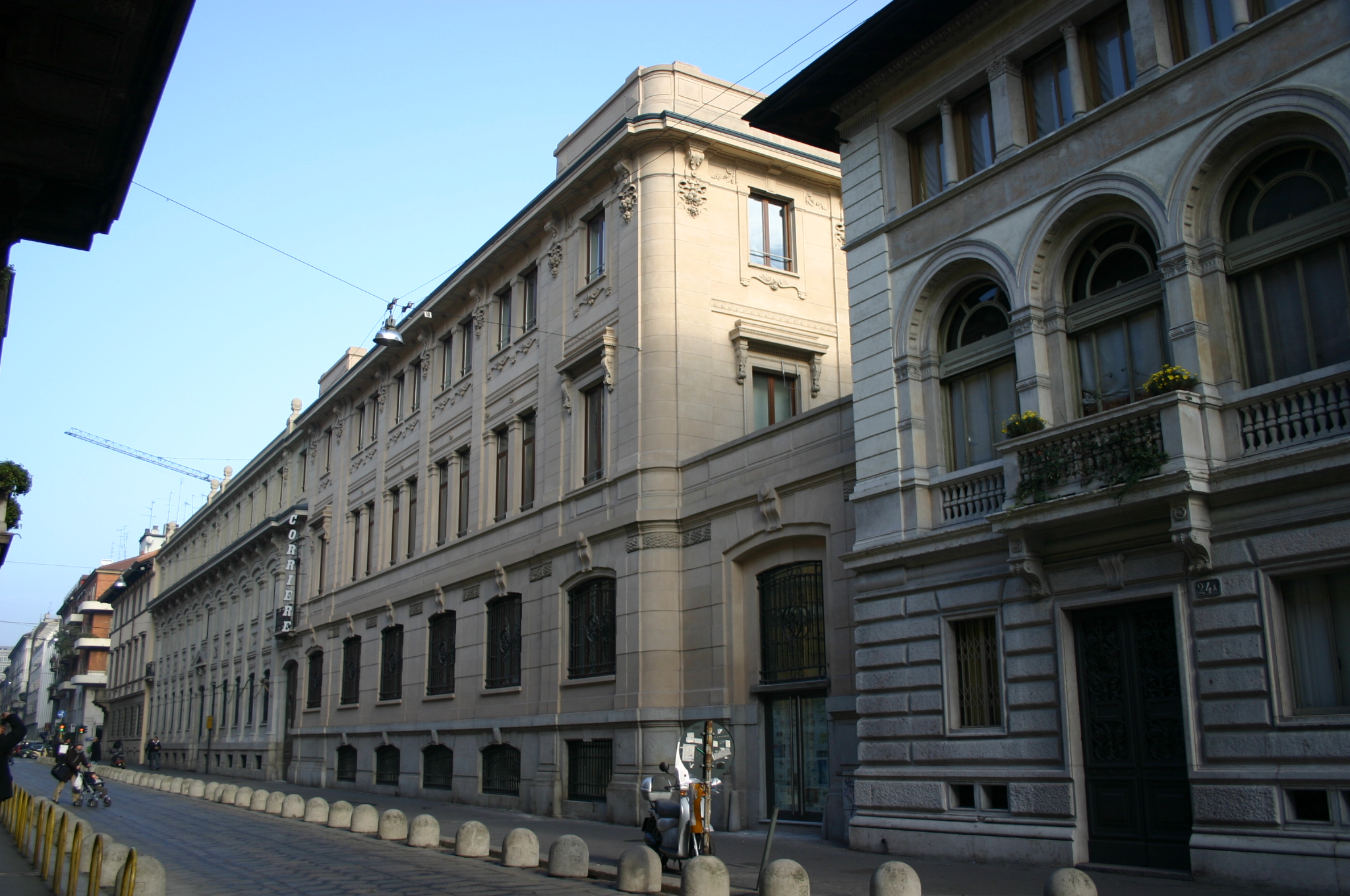
Sede del Corriere della Sera en 2007.

El 5 de marzo de 1876 lanzó su primer número con tres mil ejemplares, con la idea era crear un periódico dirigido a la burguesía industrial milanesa en gran formato. Una vez asentado, al iniciarse el siglo XX, su nuevo director, Luigi Albertini y mano derecha, Eugenio Balzan,  en 1899, un dominical (La Domenica del Corriere) El cual fue famoso por sus ilustraciones especialmente las de tapa en las cuales se retrato el acontecimientos más destacados de la semana y en 1901 "La Lectura", en 1903 la "Novela mensual" y en 1908 el Corriere Infantil.Durante el régimen fascista en Italia, Corriere della Sera financió el Premio Mussolini, que se otorgó a los escritores Ada Negri y Emilio Cecchi , entre otros.
Obligado Albertini a dimitir en 1925 por el gobierno fascista de Mussolini el diario quedó intervenido por el régimen. [cita requerida]Después de la Segunda Guerra Mundial regresó el 26 de abril de 1945 con el nombre de Corriere d'informazione y después Il Nuovo Corriere della Sera para regresar más tarde a su actual denominación. A partir de la década de 1950 el diario empezó a tener alcance nacional y aumentó su presencia en todas las regiones de Italia. En sus páginas han escrito diversos intelectuales y escritores famosos de la cultura italiana, como Eugenio Montale, Italo Calvino, Pier Paolo Pasolini, y Oriana Fallaci.[cita requerida]al año siguiente, el periódico fue relanzado como Il Nuovo Corriere della Sera , nombre que mantuvo hasta 1959, para distanciarse de su apoyo al fascismo. Borsa periodista antifacista fue despedido debido a sus inclinaciones políticas en agosto de 1946 y fue reemplazado por Guglielmo Emanuel, un periodista de derecha cercano a la Propaganda Due.
En octubre de 1973, tras una polémica con el director Piero Ottone, el escritor más prestigioso del periódico, Indro Montanelli, abandonó el Corriere junto a otros destacados periodistas para fundar un nuevo periódico, Il Giornale Nuovo denunciando censura por parte del diario. Montanelli retornó al Corriere en los años 1990. En 1974 la familia Crespi, propietaria de la sociedad editora, cedió el control del periódico al grupo Rizzoli, conformando el Rcs MediaGroup (Rizzoli-Corriere della Sera) propiedad del conglomerado mediático propiedad de Silvio Berlusconi.
En 2001, con ocasión del 125° aniversario, se creó la Fondazione Corriere della Sera (Fundación Corriere della Sera), con el objetivo de abrir al público el archivo histórico del periódico, y de promover iniciativas en favor de la lengua italiana dentro del propio país y en particular al extranjero.[cita requerida]
En 2013, perdió un juicio contra la presidenta de la Argentina, Cristina Fernández de Kirchner. El diario anunció que apelaría, por lo que debieron realizar un pedido de disculpas.

## Colaboradores destacados
El novelista italiano Dino Buzzati fue columnista del Corriere della Sera. La lista de colaboradores notables incluye a Eugenio Montale, Gabriele D'Annunzio, Italo Calvino, Claudio Magris, Alberto Moravia, Amos Oz, Pier Paolo Pasolini, Giovanni Spadolini, Oriana Fallaci, Alessandra Farkas, Lando Ferretti, Brunella Gasperini, Enzo Biagi, Indro Montanelli, Paolo Brera, Tracy Chevalier y Paolo Mieli.

## Directores

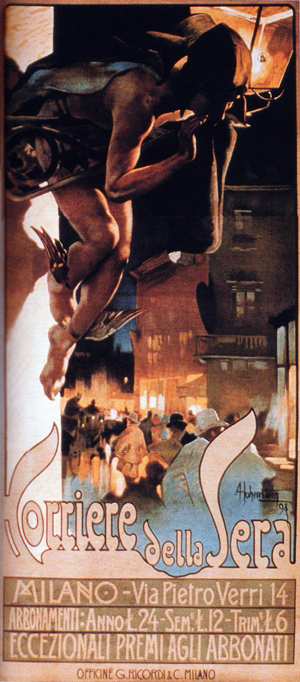
Publicidad del Corriere della Sera (1898).

- Eugenio Torelli Viollier, febrero 1876 - 31 de mayo de 1898
- Alfredo Comandini (nominado por Viollier como director político entre septiembre de 1891 y noviembre de 1892)
- Domenico Oliva, 5 de junio de 1898 - 23 de mayo de 1900
- Luigi Albertini, 24 de mayo de 1900 - 29 de noviembre de 1925
- Alberto Albertini, hermano de Luigi, 1924 - 29 de noviembre de 1925
- Pietro Croci, 1925 - 1926
- Ugo Ojetti, 1926 - 1927
- Mafio Maffii, diciembre de 1927 - septiembre de 1929
- Aldo Borelli, septiembre de 1929 - agosto de 1943
- Ettore Janni, agosto de 1943 - octubre de 1943
- Ermanno Amicucci, octubre de 1943 - 1944
- Mario Borsa, 1944 - 1946
- Guglielmo Emanuel, 1946 - 1952
- Mario Missiroli, 1952 - 1961
- Alfio Russo, 1961 - 1968
- Giovanni Spadolini, 1968 - 1972
- Piero Ottone, 1972 - 1977
- Franco Di Bella, 1977 - 1981
- Alberto Cavallari, 1981 - 1984
- Piero Ostellino, 1984 - 1987
- Ugo Stille, 1987 - 1992
- Paolo Mieli, 1992 - mayo de 1997
- Ferruccio De Bortoli, mayo de 1997 - mayo de 2003
- Stefano Folli, mayo de 2003 - diciembre de 2004
- Paolo Mieli, diciembre de 2004 - 9 de abril de 2009
- Ferruccio De Bortoli, 10 de abril de 2009 - actualidad